# Архиепархия Янгона
Архиепархия Янгона (лат. Archidioecesis Yangonensis) — архиепархия Римско-Католической церкви с центром в городе Янгон, Мьянма. В митрополию Янгона входят епархии Пантейна, Моламьяйна, Пьи, Пхаана. Кафедральным собором архиепархии Янгона является церковь Непорочного Зачатия Пресвятой Девы Марии.

## История
В 1741 году Святой Престол учредил апостольский викариат Авы и Пегу, выделив его из епархии Сан-Томе Мелиапора (сегодня — Архиепархия Мадраса и Мелапора). В 1856 году апостольский викариат Авы и Пегу был переименован в апостольский викариат Бирмы.
27 ноября 1866 года апостольский викариат Бирмы был разделён на три новых апостольских викариата Центральной Бирмы, Восточной Бирмы и Юго-Западной Бирмы.
19 июля 1870 года Римский папа Пий IX выпустил бреве Quod Catholici nominis, которым переименовал апостольский викариат Юго-Западной Бирмы в апостольский викариат Южной Бирмы, который 7 мая 1953 года стал наименоваться как апостольский викариата Рангуна.
1 января 1955 года Римский папа Пий XII выпустил буллу Dum alterna, которой передал часть территории апостольского викариата Рангуна новой епархии Пантейна, одновременно возведя его в ранг архиепархии. 8 октября 1991 года архиепархия Рангуна была переименована в архиепархию Янгона.
22 марта 1993 года и 24 января 2009 года архиепархия Янгона передала часть своей территории для возведения новых епархий Моламьяйна и Пхаана.

## Ординарии архиепархии
- епископ Paul Ambroise Bigandet (12.08.1970 — 13.03.1894);
- епископ Alexandre Cardot (19.03.1894 — 18.10.1925);
- епископ Félix-Henri-François-Donatien Perroy (18.10.1925 — 10.04.1931);
- епископ Frédéric-Joseph-Marie Provost (10.04.1931 — 27.09.1952);
- архиепископ Victor Bazin (7.05.1953 — 19.06.1971);
- архиепископ Gabriel Thohey Mahn-Gaby (19.06.1971 — 30.09.2002);
- кардинал Чарльз Маунг Бо (24.05.2003 — по настоящее время).

## Источник
- Annuario Pontificio, Ватикан, 2007
- Бреве Quod Catholici nominis/ Pii IX Pontificis Maximi Acta. Pars prima, т. V, Romae, 1871, стр. 219  (лат.)
- Булла Dum alterna Архивная копия от 2 февраля 2020 на Wayback Machine, AAS 47 (1955), стр. 263  (лат.)